# Otto Helbig (Musiker)
Otto Helbig (* 28. Oktober 1914; † 13. Oktober 2013) war ein US-amerikanischer Multiinstrumentalist (u. a. Geige, Saxophon), Komponist, Arrangeur und Musikpädagoge.

## Leben und Wirken
Helbig erwarb den Bachelor an der Yale University und absolvierte anschließend Master und Doktoranden-Studium an der Columbia University. Während des Zweiten Weltkriegs leistete er den Militärdienst bei der US-Army ab; in dieser Zeit arbeitete er mit zahlreichen Jazzmusikern bei der Produktion von V-Discs zur Truppenunterhaltung zusammen. U. a. schrieb er das Arrangement für More Than You Know, gespielt vom Jimmy and Tommy Dorsey Orchestra, der einzigen Aufnahme der kombinierten Band. Den Song Where You Are Tonight My Love schrieb er 1941 mit Dave Henderson und Stanley Sonny Stockton. Seine Komposition The Pentagon wurde vom  National Symphony in Washington, DC aufgeführt. Im Bereich des Jazz war er zwischen 1943 und 1950 an 28 Aufnahmesessions beteiligt.
Helbig unterrichtete 32 Jahre als Professor Violine, Komposition und Orchesterleitung am Trenton State College. Nach seiner Emeritierung trat er im Raum Princeton als Musiker auf. Als Geiger spielte Helbig mit Orchestern in Hawaii und Trenton. Zuletzt lebte er in der Homewood Residences in Sun City Center, Florida.